# キ82 (航空機)
キ82は、大日本帝国陸軍が計画した重爆撃機。実機の製作には至っていない。

## 概要
1940年（昭和15年）、同年の陸軍航空本部研究方針によって、従来型の「重爆甲」（後のキ67・四式重爆撃機に相当）と並ぶ速度を重視した重爆撃機「重爆乙」としてキ82の計画が立てられ、同年5月に中島飛行機に対して試作指示がなされた。陸軍が示した基礎設計要項にある性能は、エンジンは双発または3発、最大速度が670 km/h、常用高度が5,000 - 8,000 m、行動半径が最大1,500 km + 2時間というものだった。当初は1942年（昭和17年）11月に試作機を完成、翌1943年（昭和18年）7月に審査を完了させる予定だった。
これを受けた中島は1940年12月から研究に着手しており、中翼配置の双発機として、中島「ハ45」または「ハ145」空冷星型18気筒エンジンを搭載する第1案「キ82甲」と、中島で試作されていた「ハ39」液冷W型18気筒エンジン（離昇2,100 hp）を搭載し、翼面冷却を採用する第2案「キ82乙」、三菱重工業が試作した「ハ203」液冷H型24気筒エンジン（離昇2,600 hp）を搭載する案、中島「ハ107」空冷星型18気筒エンジン（離昇2,200 hp）を搭載する案などが計画された。キ82甲は最大速度650 km/h（ハ145搭載時）、キ82乙は最大速度650 - 670 km/h（翼面冷却不採用の場合には610 - 630 km/h）、ハ203搭載案は最大速度642 km/h、ハ107搭載案は最大速度603 - 620 km/hを発揮すると計算されていた。
各案が検討された後、試作機のエンジンはハ45、もしくはハ45をメタノール噴射式にした「ハ45M」を、増加試作機および整備機のエンジンはハ145を用いるものとされ、キ82甲が選ばれた形になった。また、キ82乙は研究機的な扱いに落ち着いている。1942年3月の時点では、1943年6月よりハ45装備の実験機3機を、1944年（昭和19年）3月よりハ145装備の試作機3機と増加試作機5機を順次製作し、1944年12月に審査完了とする予定だったが、キ67の開発が順調に進み、三菱「ハ214」エンジンを装備した場合（キ67IIに相当）最大速度630 - 640 km/h程度の高速機となる目処がたったため、実大模型が製作されたのみでキ82の試作は中止された。なお、重爆乙というコンセプトが用兵側には好まれていなかったという旨の回顧もある。
派生型として、重爆乙の存在意義であるキ67以上の高速を発揮するべく、三菱「ハ211」空冷星型18気筒エンジン（離昇2,200 hp）を装備して最大速度を670 km/hまで引き上げた「キ82性能向上型」の計画があり、1943年8月末に試作機を完成させる予定だったが、こちらも実現していない。また、ドイツとの協同開発を念頭に1941年11月頃から1942年秋にかけて陸軍航空技術研究所が進めた「独逸派遣協同設計団候補者計画」では、キ82を基にした、ハ145を2基あるいは串形に4基装備する高速重爆撃機の試案を中島が担当していたが、設計は具体化せずに終わっている。

## 諸元（キ82甲・計画値）
出典：『日本陸軍試作機大鑑』 78頁、『日本陸軍機の計画物語』 38,39,84頁、『日本航空学術史（1910－1945）』 417頁。
- 全長：15.65 m
- 全幅：19.25 m
- 全高：4.65 m
- 主翼面積：45.0 m2
- 全備重量：9,500 - 9,950 kg
- エンジン：
  - 中島 ハ45 空冷星型18気筒（離昇1,800 hp） × 2（実験機）
  - 中島 ハ145 空冷星型18気筒（離昇2,000 hp） × 2（試作機・増加試作機）
- 最大速度：580 km/h（実験機）、650 km/h（試作機・増加試作機）
- 航続距離：3,000 km + 2時間（要求値）
- 常用高度：5,000 - 8,000 m（要求値）
- 翼面荷重：211.0 - 221.0 kg/m2
- 武装：いずれも要求値
  - 九八式旋回機関銃（7.92 mm） × 2 - 3
  - 12.7mm旋回機関砲ホ103 × 1
  - 爆弾標準750 kg、最大1,000 kg
- 乗員：4名